# Комарово (Павловский район)
Кома́рово — деревня в Павловском районе Нижегородской области. России. Входит в Павловский муниципальный округ.

## История
Деревня создана в 1608 году. До мая 2020 года деревня входила в состав Абабковского сельсовета. После его упразднения входит в муниципальное образование Павловский муниципальный округ Нижегородской области.

## География
Находится в северо-западной части Приволжской возвышенности, по реке Кишме (приток Оки), в пригородной зоне города Ворсма.
Высота центра селения над уровнем моря — 93 м
уличная сеть
На 2018 год в Комарово числится 10 улиц, приписаны 3 территории «Гаражный блок».
Климат
Климат в деревне, как и во всем районе, умеренно континентальный, с холодной зимой и тёплым летом.

## Население
| 2002 | 2010 |
| ---- | ---- |
| 539  | ↘514 |

## Инфраструктура
МДОУ детский сад д. Комарово (ул. Колхозная, д.160), начальная школа д. Комарово (ул. Центральная, д. 5а).
Работают сельский дом культуры д. Комарово (ул. Центральная), Комаровская сельская библиотека (500 пользователей).
Комаровский фельдшерско-акушерский пункт (ул. Центральная д. 170).
Отделение почты России в д. Комарово.
СПК «Комаровский».

## Транспорт
Автомобильный и железнодорожный транспорт. Стоит на автодороге Ворсма-Горбатов (идентификационный номер 22 ОП МЗ 22Н-3104). Остановка общественного транспорта «Комарово». Менее, чем в 2 км ксеверу находится железнодорожная станция Ворсма.